# الأمراء (كفر الدوار)
قرية الأمراء هي إحدى القرى التابعة لمركز كفر الدوار في محافظة البحيرة في جمهورية مصر العربية. حسب إحصاءات سنة 2006، بلغ إجمالي السكان في الأمراء 5933 نسمة، منهم 2971 رجل و2962 امرأة.